# Algebra di Lie
In matematica, un'algebra di Lie, da Sophus Lie, è un'algebra su campo il cui prodotto soddisfa delle proprietà aggiuntive. Le algebre di Lie sono strutture algebriche usate principalmente per lo studio di oggetti geometrico-analitici come i gruppi di Lie e le varietà differenziabili.

## Definizione
Un'algebra di Lie è uno spazio vettoriale {\displaystyle {\mathfrak {g}}} su un campo {\displaystyle \mathbb {F} } (per esempio i numeri reali, i numeri complessi, o un campo finito) con un operatore binario {\displaystyle [\cdot ,\cdot ]\colon {\mathfrak {g}}\times {\mathfrak {g}}\rightarrow {\mathfrak {g}}}, detto prodotto di Lie, che soddisfa le seguenti proprietà:
1. è bilineare, cioè {\displaystyle [\alpha x+\beta y,z]=\alpha [x,z]+\beta [y,z]} e {\displaystyle [z,\alpha x+\beta y]=\alpha [z,x]+\beta [z,y]} per ogni {\displaystyle x,y,z\in {\mathfrak {g}},\alpha ,\beta \in \mathbb {F} };
2. soddisfa l'identità di Jacobi, cioè {\displaystyle [[x,y],z]+[[z,x],y]+[[y,z],x]=0} per ogni {\displaystyle x,y,z\in {\mathfrak {g}}};
3. è nilpotente, cioè {\displaystyle [x,x]=0} per ogni {\displaystyle x\in {\mathfrak {g}}}.

Notare che la prima e la terza proprietà insieme implicano {\displaystyle \,\![x,y]=-[y,x]} per ogni {\displaystyle x,y\in {\mathfrak {g}}}, cioè l'antisimmetria del prodotto di Lie: viceversa l'antisimmetria implica la proprietà 3 se {\displaystyle \mathbb {F} } ha caratteristica diversa da 2.
Notare anche che in generale il prodotto di Lie non è associativo,
cioè {\displaystyle [[x,y],z]\neq [x,[y,z]]}.

## Esempi
- Un'algebra di Lie si dice abeliana se il prodotto di Lie fornisce il vettore nullo per tutti gli x e y. Ogni spazio vettoriale diventa banalmente un'algebra di Lie abeliana se lo si arricchisce con un prodotto di Lie identicamente nullo.
- Lo spazio euclideo {\displaystyle \mathbb {R} ^{3}}diventa un'algebra di Lie munendolo del prodotto di Lie fornito dal prodotto esterno (prodotto vettoriale) fra vettori.
- Consideriamo un'algebra associativa A la cui moltiplicazione denotiamo con {\displaystyle \cdot }; questa può venire trasformata in un'algebra di Lie definendo {\displaystyle [x,y]=x\cdot y-y\cdot x}. Questa espressione è detta il commutatore di x e y. Viceversa si può dimostrare che ogni algebra di Lie può essere considerata come sottoalgebra di un'altra ricavata in questo modo da un'algebra associativa.
- Altri esempi importanti di algebre di Lie vengono dalla topologia differenziale. Consideriamo i campi vettoriali di una varietà differenziabile V, cioè le trasformazioni X che a una funzione f su V associano un'altra funzione dello stesso genere, X f, e che costituiscono uno spazio vettoriale a infinite dimensioni. Per due tali campi vettoriali X e Y il prodotto di Lie [X, Y] è definito da: [X, Y] f = (XY − YX) f per ogni funzione f su V. In tal modo si ottiene l'algebra di Lie del gruppo di Lie ad infinite dimensioni dei diffeomorfismi della varietà.
- Lo spazio vettoriale dei campi vettoriali sinistra-invarianti su un gruppo di Lie è chiuso sotto questa operazione e perciò è un'algebra di Lie a dimensione finita. In alternativa si può pensare lo spazio vettoriale sottostante all'algebra di Lie associata a un gruppo di Lie come lo spazio tangente all'elemento identità del gruppo. La moltiplicazione è il differenziale del gruppo commutatore (a,b) | → aba−1b−1 all'elemento identità.
- Come esempio concreto consideriamo il gruppo di Lie SL(n,R) di tutte le matrici quadrate n×n con componenti reali e determinante 1. Lo spazio tangente alla matrice identità si può individuare nello spazio di tutte le matrici n×n con traccia zero, e la struttura dell'algebra di Lie derivante dal gruppo di Lie coincide con quella che sorge dai commutatori per la moltiplicazione matriciale.

Per ulteriori esempi sui gruppi di Lie e le algebre di Lie associate, si veda la voce sul gruppo di Lie.

## Omomorfismi, sottoalgebre e ideali
Un omomorfismo φ : g → h fra due algebre di Lie g ed h sullo stesso campo base F si definisce come una mappa F-lineare tale che [φ(x), φ(y)] = φ([x, y]) per tutti gli x e y in g. La composizione di tali omomorfismi è ancora un omomorfismo, e le algebre di Lie sul campo F, insieme con questi morfismi formano una categoria. Se un tale omomorfismo è biiettivo viene chiamato isomorfismo, e le due algebre di Lie g e h sono dette isomorfe.
Una sottoalgebra dell'algebra di Lie g è un sottospazio lineare h di g tale che [x, y] ∈ h per tutti gli x, y ∈ h: una tale sottoalgebra è quindi essa stessa un'algebra di Lie.
Un ideale dell'algebra di Lie g è un sottospazio h di g tale che [a, y] ∈ h per tutti gli a ∈ g e y ∈ h. Gli ideali sono particolari sottoalgebre. Se h è un ideale di g allora lo spazio quoziente g/h diventa un'algebra di Lie definendo [x + h, y + h] = [x, y] + h per tutti gli x, y ∈ g. Gli ideali sono precisamente i kernel degli omomorfismi, e il teorema fondamentale degli omomorfismi vale anche per le algebre di Lie.

## Classificazione delle algebre di Lie
Delle algebre di Lie si conosce una classificazione abbastanza soddisfacente e questa fornisce un notevole aiuto alla classificazione dei gruppi di Lie. Ogni algebra di Lie reale o complessa di dimensione finita può ottenersi come algebra di Lie di un gruppo di Lie reale o complesso semplicemente connesso (teorema di Ado). Possono però trovarsi più gruppi di Lie, anche non semplicemente connessi, che danno origine alla stessa algebra di Lie. Per esempio i gruppi SO(3) (matrici ortogonali 3×3 a elementi reali con determinante 1) e SU(2) (matrici complesse unitarie 2×2 a elementi complessi con determinante 1) danno entrambi origine alla stessa algebra di Lie, precisamente la R3 munita del prodotto esterno.
Una caratterizzazione meno stringente di quella di algebra di Lie abeliana è quella di algebra di Lie nilpotente; g si dice nilpotente se la serie centrale inferiore: g > [g, g] > [[g, g], g] > [[[g, g], g], g] > ... si riduce al vettore zero da un certo punto in poi. Per il teorema di Engel un'algebra di Lie è nilpotente se e solo se per ogni u in g la mappa
ad(u): g → g
definita da
ad(u)(v) = [u,v]
è nilpotente. Ancora meno stringentemente, un'algebra di Lie g è detta risolubile se i termini della serie derivata: g > [g, g] > [[g, g], [g, g]] > [[[g, g], [g, g]], [[g, g], [g, g]]] > ... si riducono al vettore zero da un certo punto in poi. Una sottoalgebra risolubile massimale è chiamata sottoalgebra di Borel.
Un'algebra di Lie g è detta semisemplice se l'unico ideale risolubile di g è banale. Equivalentemente, g è semisemplice se e solo se la cosiddetta forma di Killing K(u,v) = tr(ad(u)ad(v)) è non degenere: qui, tr denota l'operatore traccia.
Quando il campo F ha caratteristica zero, g è semisemplice se e solo se ogni sua rappresentazione è completamente riducibile, cioè se e solo se per ogni sottospazio invariante della rappresentazione c'è un complemento invariante (teorema di Peter-Weyl).
Un'algebra di Lie è detta semplice se non è abeliana e non possiede ideali non banali. Le algebra di Lie semplici costituiscono una sottoclasse delle semisemplici, mentre le più generali algebre di Lie semisemplici sono esprimibili come somme dirette di algebre di Lie semplici.
Le algebre di Lie complesse semisemplici sono classificate attraverso i loro sistemi di radici.